# Lijst van voetbalinterlands België - Polen (vrouwen)
Deze lijst van voetbalinterlands is een overzicht van alle officiële voetbalinterlands tussen de nationale vrouwenteams van België en Polen. De landen hebben tot nu toe elf keer tegen elkaar gespeeld.

## Wedstrijden
| №  | Plaats    | Datum             | Competitie           | Wedstrijd      | Uitslag |
| -- | --------- | ----------------- | -------------------- | -------------- | ------- |
| 1  | Lyon      | 31 mei 1993       | Vriendschappelijk    | België − Polen | 0 − 2   |
| 2  | Waver     | 6 november 1999   | EK 2001 kwalificatie | België − Polen | 4 − 1   |
| 3  | Konin     | 6 mei 2000        | EK 2001 kwalificatie | Polen − België | 2 − 2   |
| 4  | Heverlee  | 30 oktober 2005   | WK 2007 kwalificatie | België − Polen | 2 − 3   |
| 5  | Kutno     | 23 september 2006 | WK 2007 kwalificatie | Polen − België | 4 − 2   |
| 6  | Maldegem  | 11 maart 2007     | Vriendschappelijk    | België − Polen | 1 − 1   |
| 7  | Oostakker | 8 februari 2014   | Vriendschappelijk    | België − Polen | 1 − 0   |
| 8  | Sosnowiec | 22 november 2014  | Vriendschappelijk    | Polen − België | 1 − 4   |
| 9  | Tubeke    | 16 september 2015 | Vriendschappelijk    | België − Polen | 5 − 0   |
| 10 | Gdańsk    | 17 september 2021 | WK 2023 kwalificatie | Polen − België | 1 − 1   |
| 11 | Leuven    | 30 november 2021  | WK 2023 kwalificatie | België − Polen | 4 − 0   |

## Samenvatting
| Competitie        | Totaal gespeeld | Winst België | Gelijk | Winst Polen | Doelsaldo België – Polen |
| ----------------- | --------------- | ------------ | ------ | ----------- | ------------------------ |
| WK-kwalificatie   | 4               | 1            | 1      | 2           | 9 − 8                    |
| EK-kwalificatie   | 2               | 1            | 1      | 0           | 6 − 3                    |
| Vriendschappelijk | 5               | 3            | 1      | 1           | 11 − 4                   |
| Totaal            | 11              | 5            | 3      | 3           | 26 − 15                  |